# Кригле
Кригле је четврти студијски албум српског хип хоп састава Бед копи, издат 19. априла 2013.

## Списак песама
1. „Љуљам микрофон“ - 04:08
2. „Џастин Бибери“ - 03:55
3. „Љубав или пиво“ - 04:17
4. „Престајем да пијем“ - 04:45
5. „Водио сам девојку на соју“ - 03:40
6. „Еси ми добар“ - 03:23
7. „Уговор са Кепом“ - 02:45
8. „Срање у цевовод“ - 03:29
9. „Реперске форе“ - 02:39
10. „Плићак“ - 04:20
11. „Супер хероји“ - 03:47
12. „Мекбук“ - 05:19
13. „Танге“ - 02:38
14. „После 10“ - 04:12
15. „Кафа“ - 02:55
16. „Издрви ми мајмуна“ 01:00
17. „Мојне рашсма“ - 04:17
18. „Издрви ми мајмуна unplugged“ - 01:09
19. „Длакав курац“ - 03:06
20. „Металац“ - 06:00
21. „Мајкрофон чекер“ - 03:57
22. „Нож у бубрег“ - 03:39